# Ashley Postell
Ashley Postell (Cheverly, 9 giugno 1986) è un'ex ginnasta statunitense.

## Palmarès

### Mondiali
- 1 medaglia:
  - 1 oro (Debrecen 2002 nella trave)